# Pedropiedra (álbum)
Pedropiedra es el primer álbum de estudio como solista del músico chileno Pedro Subercaseaux, bajo su alias de «Pedropiedra». Fue lanzado en 2009 bajo el sello Oveja Negra.
La canción «Ayayayay» fue parte de la banda sonora de la exitosa película chilena La nana, siendo incluida entre las 62 finalistas para competir por los Premios Óscar de 2010.

## Historia
El autor viajó a México con la intención de promover el último disco de la banda de hip hop/pop CHC (de la cual fue integrante y productor) por la idea de un mánager chileno, pero la intención fracasó, ya que ninguno de los sellos de la república mexicana estaba interesado en La cosa.
En Ciudad de México, conoció a Jorge González (quien residía en México desde hace un tiempo), con quien compartió remixes y mezclas de temas inéditos de bandas como Los Updates. González le prestó una casa, donde compuso los demos que abarcarían el disco.
Los demos llegaron a manos de un alto ejecutivo de Sony Publishing, quien se entusiasmó en la idea de armar el disco. Al volver, Pedropiedra ya tenía diecisiete demos para grabar, pero la propuesta con Sony terminó sustituida cuando Arturo Turra Medina (Sin Bandera) le dio la posibilidad al compositor de poder grabar en su estudio (y ser el productor de su disco) al no firmar con la empresa. Un productor italiano sería el productor por el lado de Sony, y a pesar de que estaban dispuestos a pagar todo lo necesario, la idea que no lo convenció.
Tomó la propuesta de Medina, quien tenía un estudio con Leonel García. La grabación demoró dos meses, y en ella Jorge del Campo (ex CHC) participó en bajos y guitarras. Leonel ayudó en los coros de Cuarto Oscuro, y Jorge González en los de Si somos salvajes; el resto fue obra de Subercaseaux. El disco fue masterizado en Nueva York, a cargo del ingeniero Tom Coyne. Pedro no pudo presenciar este hecho, ya que se lo negó dos veces Visa.
Al ser descatalogado en formato físico por el sello Oveja negra, para el año 2015 el sello Quemasucabeza reedita el disco. Incluye como diseño del disco compacto una estructura más artesanal, y como novedades, los demos de Si somos salvajes, Historias de terror e Inteligencia dormida (este último grabado alrededor del año 2007).

## Lista de canciones

### Pedropiedra 2009
Todas las canciones escritas y compuestas por Pedropiedra, salvo que se indique lo contrario. 
| Pedropiedra |                        |                 |          |  |
| N.º         | Título                 | Escritor(es)    | Duración |  |
| 1.          | «Inteligencia dormida» |                 | 3:51     |  |
| 2.          | «Las niñas quieren...» |                 | 3:25     |  |
| 3.          | «Al vacío»             |                 | 3:00     |  |
| 4.          | «Hasta el final»       |                 | 3:06     |  |
| 5.          | «Si somos salvajes»    |                 | 3:14     |  |
| 6.          | «Sol mayor»            |                 | 3:47     |  |
| 7.          | «Historias de terror»  |                 | 3:34     |  |
| 8.          | «Soy el ring»          |                 | 3:11     |  |
| 9.          | «Mi mamá»              |                 | 1:39     |  |
| 10.         | «Ayayayay»             |                 | 4:46     |  |
| 11.         | «Yo no quiero»         |                 | 2:43     |  |
| 12.         | «Cuarto oscuro»        | Sebastián Silva | 4:02     |  |
| 13.         | «Obrero mundial»       |                 | 3:37     |  |
| 43:55       |                        |                 |          |  |

| Reedición 2015 |                               |          |  |
| N.º            | Título                        | Duración |  |
| 14.            | «Si somos salvajes (demo)»    | 3:02     |  |
| 15.            | «Historias de terror (demo)»  | 3:33     |  |
| 16.            | «Inteligencia dormida (demo)» | 3:50     |  |

## Créditos
Producción
- Pedro Subercaseaux: Productor

- Arturo Turra Medina: Grabación y mezcla en estudio El Artico
- Tom Coyne: Masterización en Sterling Sound Studios
- Leonel García: Productor ejecutivo

Intérpretes
- Pedro Subercaseaux: voz, coros, teclados, guitarra, bajo, batería, percusión, programación
- Jorge del Campo: guitarra, bajo, percusión

- Jorge González: coros en Si somos salvajes.
- Leonel García: coros en Cuarto oscuro
- Arturo Turra Medina: percusiones en Mi mamá

Arte
- Carlos Juica: Fotos interiores
- Sebastián Silva: Fotos y arte
- Valentina Silva: Diagramación